# 4519 Voronezh
4519 Voronezh è un asteroide della fascia principale. Scoperto nel 1976, presenta un'orbita caratterizzata da un semiasse maggiore pari a 2,2029803 UA e da un'eccentricità di 0,0601734, inclinata di 3,20592° rispetto all'eclittica.
È stato dedicato alla città russa di Voronež.